# Marcela Mišúnová
Marcela Mišúnová (...) è un'ex sciatrice alpina slovacca paralimpica, che ha rappresentato la Slovacchia  nello sci alpino paralimpico ai Giochi paralimpici invernali del 1992 a Albertville e del 1994 a Lillehammer, dove ha vinto tre medaglie, una medaglia d'argento e due medaglie di bronzo.

## Carriera
Mišúnová ha partecipato alle Paralimpiadi invernali del 1992 e 1994. Ad Albertville, in Francia, nel 1992 si è piazzata seconda nel supergigante LW5/7,6/8, con un tempo di 1:21.16. Sul podio, al 1º posto Caroline Viau, tempo 1:17.70 e al 3º posto Dagmar Vollmer in 1:22.18. Bronzo invece per lei nella la gara di slalom speciale con 1:26.73; medaglia d'oro a Nancy Gustafson in 1:10.37 e medaglia d'argento alla svedese Maria Sund in 1:26.30.
Due anni più tardi a Lillehammer, in Norvegia, nel 1994, con un tempo di 1:34.45, Mišúnová è arrivata terza nello slalom speciale categoria LW6/8, vincendo la medaglia di bronzo; dietro alla statunitense Nancy Gustafson, oro in 1:22.34, e alla canadese Ramona Hoh, argento in 1:33.83

## Palmarès

### Paralimpiadi
- 3 medaglie:
  - 1 argento (supergigante LW5/7,6/8 a Tignes 1992)
  - 2 bronzi (slalom speciale LW5/7,6/8 a Tignes 1992; slalom speciale LW6/8 a Lillehammer 1994)